# Zawidy
Zawidy (niem. Soweiden) – wieś w Polsce położona w województwie warmińsko-mazurskim, w powiecie kętrzyńskim, w gminie Reszel.
W latach 1975–1998 miejscowość administracyjnie należała do województwa olsztyńskiego.

## Historia
Wieś założona przed 1346 rokiem. Nazwa wsi pochodzi od pruskiego imienia Sowide (Sovydas), Prusa, który był zasadźcą Zawid. W roku 1346 następny sołtys Konrad Ekardi prosił biskupa warmińskiego o odnowienie przywileju lokacyjnego wsi na prawie chełmińskim. Nowy przywilej dla wsi wydany został 10 lipca 1346 roku. W ramach wsi wyodrębniony został obszar trzech włók na prawie pruskim dla wolnych Prusów. Wolni mieli obowiązek wystawiania służb rycerskich, które uczestniczyły w wojnach w ramach wojska biskupów warmińskich. W tym wypadku na wezwanie burgrabiego z Reszla, który działał w imieniu wójta biskupiego. Później obszar wsi powiększony został o obszar lasu przyznany przez biskupa Henryka Sorboma.
Zawidy nie ucierpiały w czasie wojny 1519-1521, kiedy to zniszczone zostały inne wsie w okolicy Reszla.
W roku 1608 biskup warmiński Szymon Rudnicki wydał przywilej na budowę karczmy w Zawidach Hipolitowi Dittloffowi z Reszla.
W 1783 r. wieś liczyła 43 domy, natomiast w roku 1820 odnotowano w Zawidach 253 mieszkańców. W kolejnym spisie, z roku 1848, we wsi było 339 osób, a w roku 1939 - 336.

## Oświata
Szkoła w Zawidach wymieniana była w roku 1783, a pięć lat później nauczycielem był tu Jerzy Kuhn. Jako wynagrodzenie roczne otrzymywał on 60 talarów rocznie i drewno opałowe oraz od gospodarzy z dwóch wsi dwanaście fur siana, dziewięć korcy żyta i dwanaście wiązek słomy. W roku 1812 wymieniana jest szkoła katolicka oraz szkoła wiejska, królewska. W 1935 r. była to szkoła jednoklasowa z jednym nauczycielem oraz 31 uczniami.
Po II wojnie światowej w Zawidach uruchomiono szkołę podstawową. W roku 1976 była to szkoła czteroklasowa. Po późniejszej likwidacji szkoły dzieci z Zawid dowożone są do szkoły w Reszlu.